# Discografia di Al Di Meola
Nella sua carriera Al Di Meola ha pubblicato oltre 40 album, di cui 26 in studio, 7 live, 7 raccolte e numerose collaborazioni.

## Album in studio
| Anno | Titolo                                            | Massima posizione in classifica | Massima posizione in classifica | Massima posizione in classifica | Massima posizione in classifica | Massima posizione in classifica | Massima posizione in classifica | Certificazione             |
| Anno | Titolo                                            | US                              | US Jazz                         | SWE                             | NLD                             | NZL                             | GER                             | Certificazione             |
| ---- | ------------------------------------------------- | ------------------------------- | ------------------------------- | ------------------------------- | ------------------------------- | ------------------------------- | ------------------------------- | -------------------------- |
| 1976 | Land of the Midnight Sun                          | 129                             | 13                              | —                               | 20                              | —                               | —                               |                            |
| 1977 | Elegant Gypsy                                     | 58                              | 5                               | 40                              | —                               | 35                              | —                               | - Stati Uniti: Disco d'oro |
| 1978 | Casino                                            | 52                              | 5                               | 37                              | —                               | —                               | —                               |                            |
| 1980 | Splendido Hotel                                   | 119                             | 8                               | —                               | —                               | —                               | —                               |                            |
| 1982 | Electric Rendezvous                               | 55                              | 3                               | 26                              | —                               | 47                              | 57                              |                            |
| 1983 | Scenario                                          | 128                             | 8                               | —                               | —                               | —                               | —                               |                            |
| 1985 | Cielo e Terra                                     | —                               | 18                              | —                               | —                               | —                               | —                               |                            |
| 1985 | Soaring Through a Dream                           | —                               | 14                              | —                               | —                               | —                               | —                               |                            |
| 1987 | Tirami Su                                         | 190                             | —                               | —                               | —                               | —                               | —                               |                            |
| 1991 | World Sinfonia                                    | —                               | —                               | —                               | —                               | —                               | —                               |                            |
| 1991 | Kiss My Axe                                       | —                               | —                               | —                               | —                               | —                               | —                               |                            |
| 1993 | World Sinfonia II – Heart of the Immigrants       | —                               | —                               | —                               | —                               | —                               | —                               |                            |
| 1994 | Orange and Blue                                   | —                               | —                               | —                               | —                               | —                               | —                               | Germania: Disco d'oro      |
| 1996 | Di Meola Plays Piazzolla                          | —                               | —                               | —                               | —                               | —                               | —                               |                            |
| 1998 | The Infinite Desire                               | —                               | —                               | —                               | —                               | —                               | —                               | Germania: Disco d'oro      |
| 1999 | Winter Nights                                     | —                               | —                               | —                               | —                               | —                               | —                               | Germania: Disco d'oro      |
| 2000 | World Sinfonía III - The Grande Passion           | —                               | —                               | —                               | —                               | —                               | —                               | Germania: Disco d'oro      |
| 2002 | Flesh on Flesh                                    | —                               | —                               | —                               | —                               | —                               | —                               | Germania: Disco d'oro      |
| 2006 | Consequence of Chaos                              | —                               | 9                               | —                               | —                               | —                               | —                               |                            |
| 2006 | Vocal Rendezvous                                  | —                               | —                               | —                               | —                               | —                               | —                               |                            |
| 2007 | Diabolic Inventions and Seduction For Solo Guitar | —                               | —                               | —                               | —                               | —                               | —                               |                            |
| 2011 | Pursuit of Radical Rhapsody                       | —                               | 4                               | —                               | —                               | —                               | —                               |                            |
| 2013 | All Your Life (A Tribute to the Beatles)          | —                               | 16                              | —                               | —                               | —                               | —                               | Germania: Disco d'oro      |
| 2015 | Elysium                                           | —                               | —                               | —                               | —                               | —                               | —                               |                            |
| 2018 | Opus                                              | —                               | —                               | —                               | —                               | —                               | 80                              |                            |
| 2020 | Across the Universe                               | —                               | —                               | —                               | —                               | —                               | 36                              |                            |

## Album dal vivo
| Anno | Titolo                                          | Massima posizione in classifica | Massima posizione in classifica |
| Anno | Titolo                                          | US                              | US Jazz                         |
| ---- | ----------------------------------------------- | ------------------------------- | ------------------------------- |
| 1982 | Tour De Force – Live                            | 165                             | 8                               |
| 2007 | Live in London                                  | —                               | —                               |
| 2008 | Melodia Live in Milano                          | —                               | —                               |
| 2009 | World Sinfonia: Live from Seattle and Elsewhere | —                               | —                               |
| 2012 | Live at the North Sea Jazz Festival             | —                               | —                               |
| 2017 | Morocco Fantasia                                | —                               | —                               |
| 2018 | Elegant Gypsy & More                            | —                               | —                               |

## Raccolte
| Anno | Titolo                                       |
| ---- | -------------------------------------------- |
| 1976 | This Is Jazz                                 |
| 1977 | The Essence Of Al Di Meola                   |
| 1980 | Anthology                                    |
| 1990 | Greatest Hits                                |
| 1991 | The Collection                               |
| 1992 | The Best Of Al Di Meola: The Manhattan Years |
| 2014 | Al Di Meola Collection                       |

## Album con i Return to Forever
| Anno | Titolo                        | Tipologia album |
| ---- | ----------------------------- | --------------- |
| 1974 | Where Have I Known You Before | studio          |
| 1975 | No Mystery                    | studio          |
| 1976 | Romantic Warrior              | studio          |
| 2009 | Returns                       | raccolta        |

## Album con John McLaughlin e Paco de Lucía

### Dal vivo
| Anno | Titolo                                                                | Massima posizione in classifica | Massima posizione in classifica | Massima posizione in classifica | Massima posizione in classifica | Massima posizione in classifica | Massima posizione in classifica | Massima posizione in classifica | Certificazione                                                     |
| Anno | Titolo                                                                | US                              | US Jazz                         | GER                             | NLD                             | AUT                             | NZL                             | FRA                             | Certificazione                                                     |
| ---- | --------------------------------------------------------------------- | ------------------------------- | ------------------------------- | ------------------------------- | ------------------------------- | ------------------------------- | ------------------------------- | ------------------------------- | ------------------------------------------------------------------ |
| 1981 | Friday Night in San Francisco (con Paco de Lucía e John McLaughlin)   | 97                              | 6                               | 22                              | 66                              | 5                               | 48                              | 154                             | Germania: Disco d'oro Argentina: Disco d'oro Svizzera: Disco d'oro |
| 2022 | Saturday Night in San Francisco (con Paco de Lucía e John McLaughlin) | —                               | —                               | —                               | —                               | —                               | —                               | —                               |                                                                    |

### In studio
| Anno | Titolo                                                        | Massima posizione in classifica | Massima posizione in classifica | Massima posizione in classifica | Massima posizione in classifica | Massima posizione in classifica | Massima posizione in classifica | Massima posizione in classifica | Certificazione        |
| Anno | Titolo                                                        | US                              | US Jazz                         | GER                             | NLD                             | AUT                             | NZL                             | FRA                             | Certificazione        |
| ---- | ------------------------------------------------------------- | ------------------------------- | ------------------------------- | ------------------------------- | ------------------------------- | ------------------------------- | ------------------------------- | ------------------------------- | --------------------- |
| 1983 | Passion, Grace and Fire (con Paco de Lucía e John McLaughlin) | 171                             | 9                               | 35                              | —                               | —                               | —                               | —                               |                       |
| 1996 | The Guitar Trio (con Paco de Lucía e John McLaughlin)         | —                               | 1                               | 55                              | —                               | 27                              | —                               | 21                              | Germania: Disco d'oro |

## Album in collaborazione
| Anno | Titolo                                                                               | Massima posizione in classifica | Massima posizione in classifica | Massima posizione in classifica | Massima posizione in classifica | Massima posizione in classifica | Massima posizione in classifica | Massima posizione in classifica |
| Anno | Titolo                                                                               | US                              | US Jazz                         | GER                             | NLD                             | AUT                             | NZL                             | FRA                             |
| ---- | ------------------------------------------------------------------------------------ | ------------------------------- | ------------------------------- | ------------------------------- | ------------------------------- | ------------------------------- | ------------------------------- | ------------------------------- |
| 1995 | The Rite of Strings (con Stanley Clarke e Jean-Luc Ponty)                            | —                               | —                               | —                               | —                               | —                               | —                               | —                               |
| 2005 | Cosmopolitan Life (con Leonid Agutin)                                                | —                               | —                               | 57                              | —                               | —                               | —                               | —                               |
| 2007 | Midsummer Night in Sardinia (con Andrea Parodi)                                      | —                               | —                               | —                               | —                               | —                               | —                               | —                               |
| 2008 | The NYC Session: Beautiful Love (con Eddie Gómez, Billy Drummond e Yutaka Kobayashi) | —                               | —                               | —                               | —                               | —                               | —                               | —                               |
| 2008 | He & Carmen (con Eszter Horgas)                                                      | —                               | —                               | —                               | —                               | —                               | —                               | —                               |

## Altre apparizioni
| Anno | Note | Album                                                    |
| ---- | --- | -------------------------------------------------------- |
| 1975 | compare nel brano "Prince of the Sea"                                                                              | Venusian Summer - Lenny White                            |
| 1976 | compare nei brani "Man of Leo", "Stellar", "Carnival", "Ghost Machine" e "Time is Here"                            | Go - Stomu Yamashta, Steve Winwood e Michael Shrieve     |
| 1976 | chitarra | Go Live from Paris - Stomu Yamashta                      |
| 1977 | chitarra | Go Too - Stomu Yamashta                                  |
| 1982 | Compare nel brano "Compadres"                                                                                      | Touchstone - Chick Corea                                 |
| 1984 | Compare nel brano "Allergies"                                                                                      | Hearts and Bones - Paul Simon                            |
| 1988 | Compare nei brani "The Way In" e "Sledgehammer"                                                                    | The Way In - Jeff Richman                                |
| 1988 | chitarra | Latin - George Dalaras                                   |
| 1993 | chitarra | Jazzpana - Vince Mendoza and Arif Mardin                 |
| 1995 | chitarra | David Broza - David Broza                                |
| 1995 | chitarra | Dance of Fire - Aziza Mustafa Zadeh                      |
| 1995 | produttore | Magic Touch - Stanley Jordan                             |
| 1996 | compare nel brano "El Ciego"                                                                                       | The Promise - John McLaughlin                            |
| 1996 | compare nel brano "Mediterranean Sundance"                                                                         | Pavarotti & Friends For War Child - Luciano Pavarotti    |
| 1997 | chitarra | People in Room No 8 - Leslie Mándoki                     |
| 1999 | chitarra | Crossing the Bridge - Eileen Ivers                       |
| 2000 | chitarra | Inspiration – Colors & Reflections - Aziza Mustafa Zadeh |
| 2001 | compare nei brani "Beyond the Mirage, for 2 guitars", "Azzurra, for 2 guitars" e"The Grand Passion, for 2 guitars" | Nylon & Steel - Manuel Barrueco                          |
| 2001 | chitarra | The Running Roads - George Dalaras                       |
| 2002 | compare nel brano "Torbellino (Whirlwind)"                                                                         | Camino Latino - Liona Boyd                               |
| 2002 | chitarra | Don't Let Me Be Misunderstood - No Mercy                 |
| 2002 | chitarra | Soulmates - Leslie Mándoki                               |
| 2003 | compare nel brano "The Sons of Anu" and "Gypsy Moth"                                                               | Black Utopia - Derek Sherinian                           |
| 2003 | compare nel brano "Sinej Reki Voda"                                                                                | Deja Vu - Leonid Agutin                                  |
| 2008 | compare nel brano "Ricomincio da 30"                                                                               | singolo di Pino Daniele                                  |
| 2020 | compare nel brano "One Sky"                                                                                        | singolo di Dodi Battaglia                                |
| 2021 | compare nel brano Magic Song                                                                                       | singolo di Leonid Augustin e Amaury Gutiérrez            |